# デイビット・シェイラー
デヴィット・シェイラー（David Shayler、1964年12月24日 - ）は、ジャーナリストで元MI5セキュリティーサービス職員。

## 経歴
イングランド・ミドルズブラ出身。ジョンハンプデン・グラマースクール出身。1984年ダンディー大学入学。学生誌の編集員をしていた。
1989年、MI5職務中に文書を紛失し、告訴される。

## MI5での経歴
1991年公募により入所。
入所後は、極右対策、アイリッシュテロ、中東テロなどにかかわる部署に勤務。
ウサーマ・ビン・ラーディンの周辺人物へMI6が資金提供を行っていたことを知り、退職する。

## その他
アルカイーダの仕業とされている事件のほとんどは、CIAとMI6が準備したものであると発言している。
公募の広告は、シェイラー自身はメディア関係の職だと勘違いしていた。